# Grône
Grône (frankoprovensalska: Grôna) är ort och  en kommun i distriktet Sierre i kantonen Valais, Schweiz. Kommunen har 2 557 invånare (2023).